# Parakiefferiella subaterrima
Parakiefferiella subaterrima är en tvåvingeart som först beskrevs av Malloch 1915.  Parakiefferiella subaterrima ingår i släktet Parakiefferiella, och familjen fjädermyggor. Arten har ej påträffats i Sverige.